# Christina Musculus-Stahnke
Christina Musculus-Stahnke (geborene Musculus; * 5. Dezember 1962 in Kiel) ist eine deutsche Politikerin (FDP).

## Leben
Nach dem Abitur 1982 studierte sie Jura. 1992 legte sie das zweite Juristische Staatsexamen ab und ist seit 1993 als Rechtsanwältin in Kiel tätig.
Musculus-Stahnke trat 2002 der FDP bei, wo sie Mitglied und zeitweise Vorsitzende im Arbeitskreis Kommunales wurde. Seit 2003 ist sie stellvertretende Kreisvorsitzende der Partei und war von 2006 bis 2008 Vorsitzende der Programmkommission der Kieler FDP. Nachdem sie 2007 bis 2008 bürgerliches Mitglied im Kieler Kultur- und Bauausschuss war, wurde sie 2008 Ratsfrau und ordentliches Mitglied dieser Ausschüsse, sowie stellvertretende Vorsitzende und kultur- und baupolitische Sprecherin ihrer Fraktion. Sie leitet den FDP-Landesfachausschuss Innen- und Rechtspolitik.
Bei der Landtagswahl in Schleswig-Holstein 2009 am 17. September 2009 zog Musculus-Stahnke zunächst über die Landesliste ihrer Partei in den Landtag ein. Dort war sie Mitglied des Bildungs- und Petitionsausschusses und stellvertretendes Mitglied des Ersten Parlamentarischen Untersuchungsausschusses, des Innen- und Rechts- und des Sozialausschusses.
Infolge einer im Januar 2010 durchgeführten Neuauszählung der Stimmen im Wahlkreis Husum 3 erhielt Die Linke auf Kosten der FDP ein weiteres Mandat. Musculus-Stahnke musste infolgedessen ihr Landtagsmandat an den Linken-Politiker Björn Thoroe abtreten.
Musculus-Stahnke ist verheiratet und hat einen Sohn.